# Gottfrid Berg
Gottfrid Berg (Stockholm, 29 janvier 1889 – 24 juillet 1970) est un organiste, chef de chœur et compositeur suédois.

## Biographie
Berg passe son concours d'orgue en 1909 et celui de chef de chœur pour l'église en 1914 au Conservatoire royal de musique de Stockholm.
Berg est organiste et cantor de l'Église de la Sainte Trinité à Gävle (Heliga Trefaldighets kyrka) de 1916 à 1955 et professeur de musique à l'école de Gävle (école des filles, l'école de grammaire et de séminaire à Hagaström). Il est également critique musical et écrit pour le quotidien Gefle Dagblad de 1931 à 1942.
Berg écrit des œuvres destinées à l'orgue et au chœur, principalement pour la liturgie, ainsi que des œuvres pour orchestre et pour piano. Il appartenait à la direction du courant artistique appelé Nouvelle Objectivité.
Ses manuels pour la direction de chœur, sont surtout le Läroverkskören « École de la grammaire du chœur » (1938), ainsi que la compilation de compositions pour chœur comme Sacrae cantiones (1946) et de Madrigaux et Körvisor « Conduite du chœur » (1950).
Berg a reçu la Médaille för tonkonstens, promotion 1958 et une bourses d'études Musikföreningens (Association de musique de Stockholm) en 1960.